# Daniela Gildenberger
Daniela Gildenberger (ur. 12 czerwca 1984 roku w Argentynie) – argentyńska siatkarka grająca na pozycji przyjmującej. Reprezentantka kraju.
Obecnie występuje w drużynie Club A. River Plate

## Sukcesy
- 2011 -  3. miejsce w mistrzostwach Argentyny